# Viola changii
Viola changii là một loài thực vật có hoa trong họ Hoa tím. Loài này được J.S. Zhou & F.W.Xing mô tả khoa học đầu tiên năm 2007.